# Guntersblum

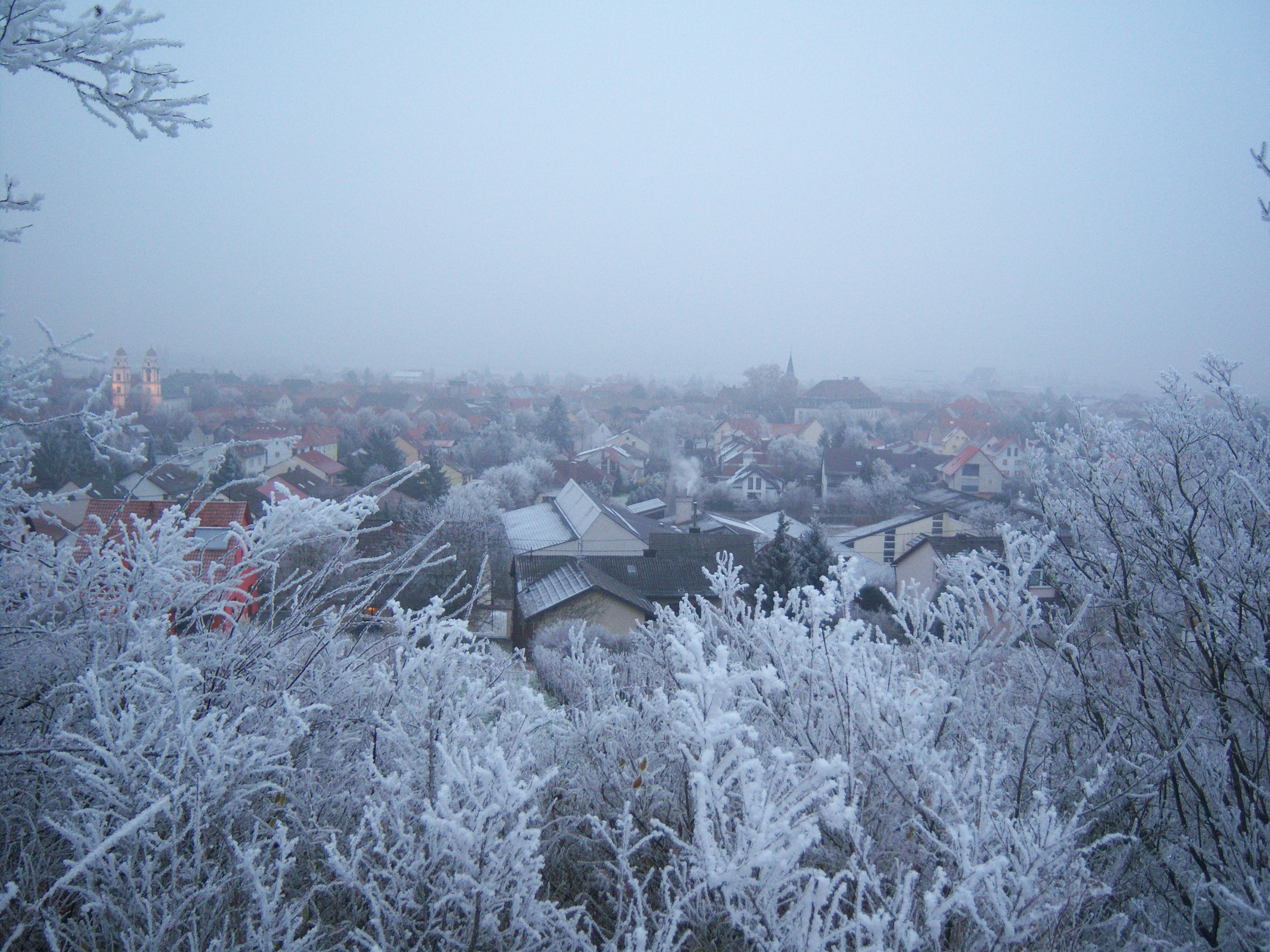
Blick auf Guntersblum von den westlichen Weinbergen aus

Guntersblum ist eine Ortsgemeinde mit 3941 Einwohnern (31. Dezember 2024) im Landkreis Mainz-Bingen in Rheinland-Pfalz. Die Ortsgemeinde liegt im Rhein-Main-Gebiet. Sie war von 1972 bis 2014 Verwaltungssitz der Verbandsgemeinde Guntersblum, der sie angehörte. Seit dem 1. Juli 2014 gehört Guntersblum der Verbandsgemeinde Rhein-Selz an, die ihren Verwaltungssitz in Oppenheim hat. In Guntersblum befindet sich eine Verwaltungsstelle der Verbandsgemeinde Rhein-Selz. Guntersblum ist gemäß Landesplanung als Grundzentrum ausgewiesen.

## Geographie

### Geographische Lage
Guntersblum liegt geographisch auf der linken Rheinseite zwischen Mainz und Worms in Rheinhessen, an der
- Bahnstrecke Mainz–Ludwigshafen,
- Bundesstraße 9 und der
- Wasserstraße Rhein bei Stromkilometer um 473.

Die Gesamtfläche der Gemarkung umfasst: 1668 Hektar. 1373 Hektar werden land- und forstwirtschaftlich genutzt, davon 550 Hektar weinbaulich.
- Großlagen: Guntersblumer Vögelsgärten und Oppenheimer Krötenbrunnen.
- Einzellagen: Steinberg, Authental, Steigterrassen, Bornpfad, Kreuzkapelle, Eiserne Hand, St. Julianenbrunnen, Sonnenhang.

Wie bei vielen Gemeinden am Oberrhein wurde auch die Gemarkung von Guntersblum durch den Rhein getrennt:
- 1828/29 mit dem Durchstich am Europa-Reservat Kühkopf-Knoblochsaue
- 1945/46 mit der Grenzziehung zwischen der Französischen und Amerikanischen Besatzungszone durch den Rhein, später zwischen Rheinland-Pfalz und Hessen. Das führte zu einem Landverlust auf dem Kühkopf von 1400 Hektar für Guntersblum und 53 Hektar für Gimbsheim. Beide Gemeinden haben heute dort nur noch einen geringen Teil der ehemaligen Fläche: 53 Hektar Guntersblum und 17 Hektar Gimbsheim.[3]

### Gemeindegliederung

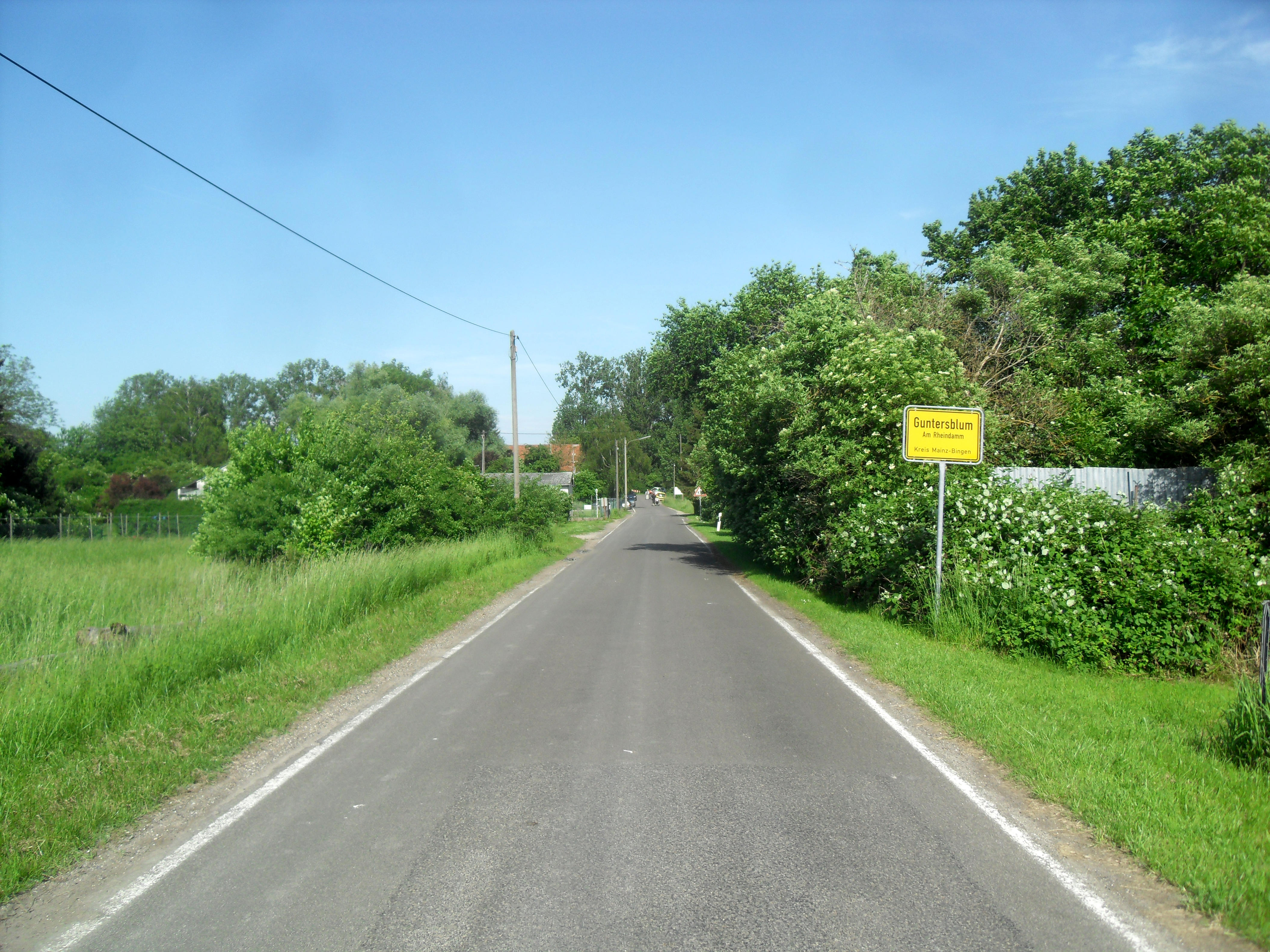
Die Ortseinfahrt des Guntersblumer Ortsteils Guntersblum am Rheindamm auf der Kreisstraße 43

Neben der eigentlichen Ortsgemeinde Guntersblum gibt es eine circa drei Kilometer vom Guntersblumer Ortskern entfernte kleinere Siedlung am Rhein. Sie heißt Guntersblum am Rheindamm. Vorhanden sind hier der Guntersblumer Rheinhafen, eine Gaststätte sowie einige Wohngebäude. Verbunden ist dieser Ortsteil mit dem Guntersblumer Ortskern mittels der Kreisstraße 43.

### Nachbargemeinden
An Guntersblum grenzen im Uhrzeigersinn die Gemeinden Ludwigshöhe, Gimbsheim, Alsheim, Eimsheim und Uelversheim. Die Gemeinden Ludwigshöhe, Eimsheim und Uelversheim gehörten dabei zur ehemaligen Verbandsgemeinde Guntersblum, die Gemeinden Gimbsheim und Alsheim gehören zur benachbarten Verbandsgemeinde Eich.

### Klima
Als Ort in Rheinhessen hat Guntersblum eines der trockensten und wärmsten Klimate in ganz Deutschland. Diese Wärme und die Trockenheit begünstigen dabei den hier in hohem Maße betriebenen Weinbau.

## Geschichte

### Frühzeit
Gräberfunde und Reste einer Villa rustica mit Weinkeller, die vor einigen Jahren nordwestlich der Ortsmitte entdeckt wurde, bezeugen eine Besiedlung des heutigen Gebiets bereits um die Zeitenwende.

### 9. bis 10. Jahrhundert
Die früheste Erwähnung Guntersblums (Chunteres Frumere) findet sich im Lorscher Codex (Reichsurbar) zwischen den Jahren 830 und 850: Ein königlicher Leibeigener musste einen Zins von 2 Fudern Wein an den Königshof liefern. Am 13. Juni 897 erfolgte eine weitere Erwähnung Guntersblums, bezeichnet als Cundheres prumare (Gunters Pflaumengarten): König Zwentibold bestätigte den Mönchen des Klosters St. Maximin in Trier, dass sie in Guntersblum über Besitz verfügen. Aus diesen Urkunden geht die Deutung des heutigen Ortsnamens hervor: Garten des Gunther mit Pflaumenbäumen.
Der älteste Teil Guntersblums lag hochwasserfrei auf einem Schuttkegel eines Baches und war das fränkische Gut Nordhofen. Diese Siedlung sollte mit Ost- und Westhofen zum Wormser Königshof gehört haben.
Zwischen 922 und 927 stattete der Erzbischof von Köln im Erzbistum Köln das Kloster zu den heiligen Jungfrauen und das Ursulastift in Köln mit Besitz aus, darunter mehrere Arpent Feldbesitz in Guntersblum.

### 13. bis 18. Jahrhundert
Im Jahr 1215 verpachtete das Stift Xanten im Erzbistum Köln seine Einkünfte aus der Guntersblumer Kirche (jährlich 12 Fuder Wein, 100 Malter Roggen und 50 Malter Weizen) an den Ritter Herbord von Albig und dessen Sohn Cuselin. Am 18. Februar 1237 verkaufte das Stift Xanten das Patronatsrecht und seinen gesamten Besitz in Guntersblum für 800 marchis sterlingorum an das Domstift Worms mit Zustimmung von Erzbischof Heinrich I. von Köln und des Wormser Bischofs Landolf von Hoheneck. Die Güterteilung erfolgte zwischen den Brüdern Friedrich III. (Leiningen) und Emich IV. von Leiningen-Landeck († 1276–1281). Letzterer erhielt den kurkölnischen Lehnshof in Guntersblum. – Zu dieser Zeit entstand das Nibelungenlied mit dem Stammsitz der Nibelungen in Worms und Siegfried, dem Drachentöter aus Xanten. Die Nibelungenforschung befasste sich mit diesen Zusammenhängen zwischen Dichtung und Wahrheit, kam aber noch nicht zu einem abschließenden Ergebnis.
Vor 1242 wurde Friedrich III. (Leiningen) von den Erzbischöfen von Köln (den Besitzern des Dorfes) mit der Vogtei über Guntersblum belehnt. Ab dann bleibt Guntersblum unter leiningischer Herrschaft und gehörte bis 1316 zum Haus Leiningen. Anschließend ging der Ort bis 1466 an das Haus Leiningen-Hardenburg und danach bis 1572 an das Haus Leiningen-Dagsburg-Hardenburg. Dann gehörte Guntersblum bis 1658 zum Haus Leiningen-Dagsburg-Falkenburg (in Colgenstein-Heidesheim bei Obrigheim (Pfalz)) und danach bis 1766 zum Haus Leiningen-Dagsburg-Falkenburg in Guntersblum, bis es bis 1787 wieder an das Haus Leiningen-Dagsburg-Hardenburg ging. Ab 1787 gehörte der Ort dem Haus Leiningen-Guntersblum und war Sitz des Reichsgrafenpaares Wilhelm Carl und Eleonore (siehe auch die mit Leiningen-Guntersblum eng verwandte Linie Leiningen-Heidesheim).
Nach der Einnahme des Linken Rheinufers durch französische Revolutionstruppen wurde die Region 1797 von Frankreich annektiert. Von 1798 bis 1814 gehörte Guntersblum zum Kanton Oppenheim im Departement Donnersberg.

### 19. Jahrhundert
Aufgrund der 1815 auf dem Wiener Kongress getroffenen Vereinbarungen und einem 1816 zwischen Hessen-Darmstadt, Österreich und Preußen geschlossenen Staatsvertrag kam die Region und damit auch die Ortschaft Guntersblum zum Großherzogtum Hessen (Hessen-Darmstadt) und wurde von diesem seiner neuen Provinz Rheinhessen zugeordnet. Nach der Auflösung der rheinhessischen Kantone kam der Ort 1835 zum neu errichteten Kreis Mainz.
Mit dem Rheindurchstich an der damaligen Rheininsel Geyer begann der großherzogliche Oberbauinspektor Claus Kröncke am 31. März 1828. Und am 30. April 1829 wurde der Durchstich beendet. Die erste Durchfahrt war am 30. April 1829. Mit diesem neuen Verbindungskanal ersparte man der Schifffahrt den längeren Weg um die damalige Halbinsel Kühkopf. Die Schiffe mussten damals noch rheinaufwärts von vier Pferden auf dem flussbegleitenden Leinpfad gezogen werden (→ Treideln).
Die reicheren Bürger durften bei einer Steuerzahlung von mindestens 25 Gulden im Jahr Wahlmänner für die Zweite Kammer des Großherzoglich Hessischen Landtages (Landstände des Großherzogtums Hessen) wählen (→ Zensuswahlrecht). Und Frauen können in Deutschland erst seit 1919 überhaupt wählen gehen (→ Frauenwahlrecht). Folgende Bürger waren 1834 wahlberechtigt:
- Adloff I., Georg Jacob, Gutsbesitzer
- Becht, Carl, Adjunkt
- Frey, Georg, Gutsbesitzer
- Rösch II., Jacob Wilhelm, Gutsbesitzer
- Salm, Joseph, Handelsmann
- Schätzel II., Johann, Gutsbesitzer
- Schnell, Carl, Gutsbesitzer
- Weinert III., Wilhelm, Gutsbesitzer

Im Jahr 1852 kam Guntersblum zum neu errichteten Kreis Oppenheim. 1853 wurde die Hessische Ludwigsbahn von Mainz nach Worms gebaut.

### 20. Jahrhundert
Nach dem Ersten Weltkrieg gehörte die Region zum französischen Teil der Alliierten Rheinlandbesetzung. Im Jahr 1930 verließen die letzten Besatzungstruppen den Ort Guntersblum.
Am 10. November 1938 fand auch in Guntersblum, in dem 60 Juden lebten, im Rahmen der Novemberpogrome 1938 ein Pogrom statt.
Im März 1945 lag Guntersblum im Aufmarschgebiet für die erste spektakuläre Rheinüberquerung bei Nierstein 1945, nur 10 km rheinabwärts. Dazu überrollten amerikanische Verbände Rheinhessen und auch Guntersblum. Mit der Bildung der Besatzungszonen nach dem Zweiten Weltkrieg kam Rheinhessen mit Ausnahme seiner rechtsrheinischen Bestandteile zur französischen Besatzungszone und wurde 1946 Teil des damals neu gebildeten Landes Rheinland-Pfalz. Die vom Oberrhein-Hauptstrom und dem Stockstadt-Erfelder Altrhein gebildete Insel Kühkopf wird von Guntersblum sowie Gimbsheim losgelöst und der Amerikanischen Besatzungszone zugeordnet. Dadurch gelangte der Kühkopf später nach Hessen und wurde auf die Gemarkungen von Erfelden und Stockstadt aufgeteilt. In der Nachkriegszeit entwickelte sich Guntersblum im Zuge der Aufwärtsentwicklung in ganz Deutschland zu mehr als doppelter Größe.
Im Jahr 1969 kam Guntersblum zum neu gebildeten Regierungsbezirk Rheinhessen-Pfalz im neu entstandenen Landkreis Mainz-Bingen. 1972 wurde Guntersblum Sitz der gleichnamigen Verbandsgemeinde.

### 21. Jahrhundert
Guntersblum ist seit dem 1. Juli 2014 der Verbandsgemeinde Rhein-Selz angehörig. Seitdem befindet sich im Leininger Schloss eine Verwaltungsstelle der Verbandsgemeinde Rhein-Selz.

### Bevölkerungsentwicklung
Die Entwicklung der Einwohnerzahl von Guntersblum; die Werte von 1871 bis 1987 beruhen auf Volkszählungen:
| Jahr | Einwohner |
| 1815 | 1.539     |
| 1835 | 2.469     |
| 1871 | 1.951     |
| 1905 | 2.240     |
| 1939 | 2.782     |
| 1950 | 3.237     |
| 1961 | 3.004     |

| Jahr | Einwohner |
| 1970 | 3.143     |
| 1987 | 2.988     |
| 1997 | 3.825     |
| 2005 | 3.765     |
| 2010 | 3.744     |
| 2015 | 3.785     |
| 2024 | 3.941     |

## Religion

### Konfessionsstatistik
Ende Juli 2014 hatten 49,0 % die evangelische Konfession und 19,6 % Einwohner die katholische. 31,4 % gehörten anderen Konfessionen oder Glaubensgemeinschaften an, waren ohne Angabe oder gemeinschaftslos. Der Anteil der evangelischen und katholischen Kirchenmitglieder an der Gesamtbevölkerung ist seitdem gesunken. Ende Juni 2025 hatten 36,1 % die evangelische Konfession und 16,4 % Einwohner die katholische. 47,5 % gehörten anderen Glaubensgemeinschaften an, waren ohne Angabe oder gemeinschaftslos.

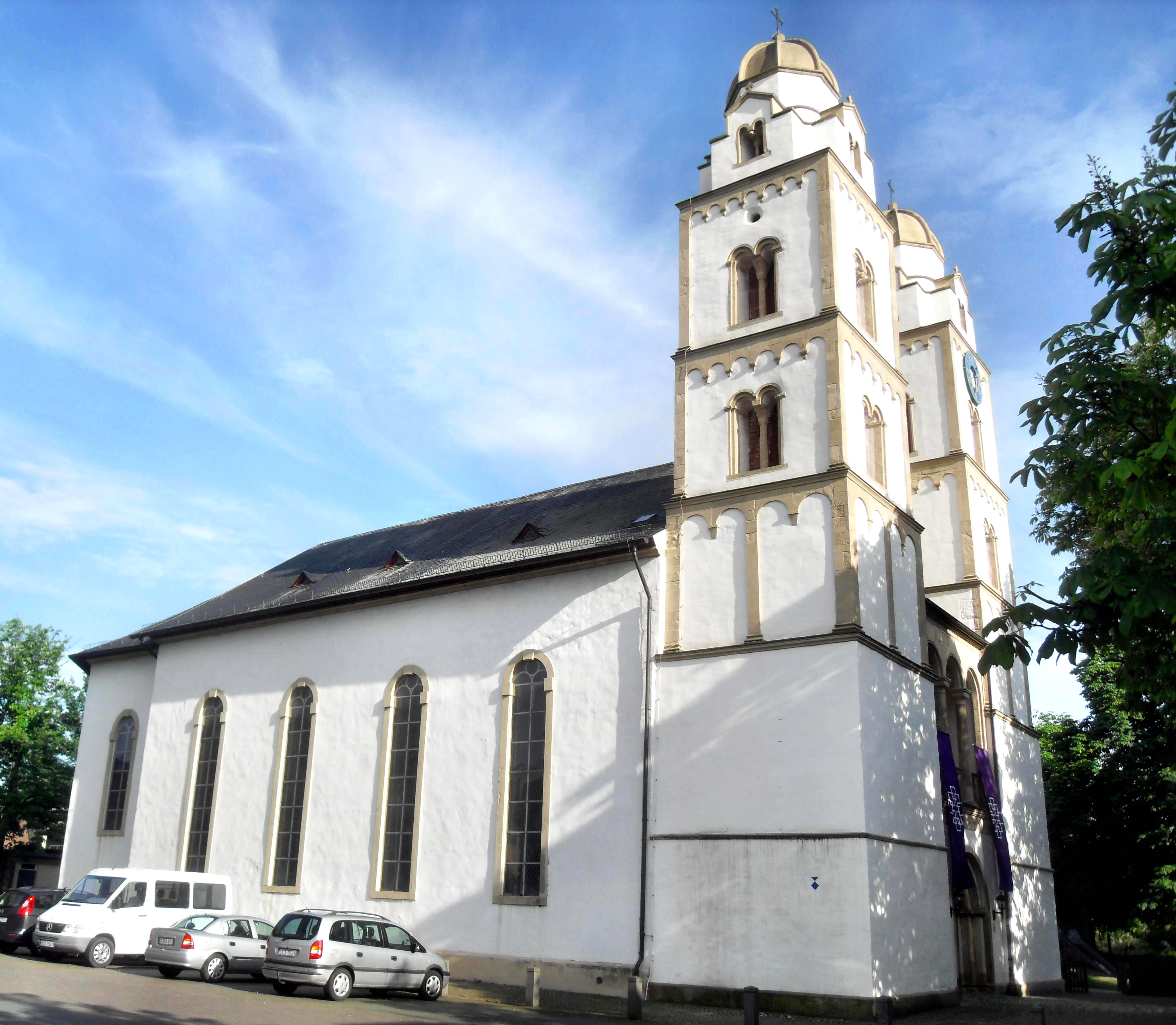
Evangelische Kirche

### Evangelische Gemeinde
Die Kirche wurde um 1100 als dreischiffige Basilika mit zwei Türmen erbaut. Damals besaß das Stift Xanten das Patronat über die Kirche und stellte sie unter den Schutz des Heiligen Viktor. 1617/18 wurde das Kirchenschiff wegen seiner Baufälligkeit abgerissen. 1619 begann der Wiederaufbau. Aufgrund des Dreißigjährigen Krieges erfolgte die Fertigstellung des Gebäudes erst zwischen 1685 und 1688. Im Jahre 1702 stürzte der Südturm (heute mit Uhr) ein. Er wurde in den Jahren 1839–42 wieder aufgebaut. Die beiden Türme der Kirche sind besonders bemerkenswert. Der Stil solcher achtseitigen Gewölbe auf quadratischem Grundriss wurde möglicherweise in Persien begründet und im Armenien des 7. Jahrhunderts weiter entwickelt. Diese orientalische Verwandtschaft führte zu der Bezeichnung „Sarazenentürme“. Türme dieses Stils sind in Deutschland nur fünfmal vorhanden (vgl. St. Bonifatius (Alsheim), Allerheiligen (Dittelsheim), St. Paulus (Worms) und Wetzlarer Dom). Zu den weiteren Besonderheiten der Kirche gehört der gotische Taufstein. Er ist vermutlich um 1490 entstanden und gehört zu den sogenannten Löwentaufsteinen.

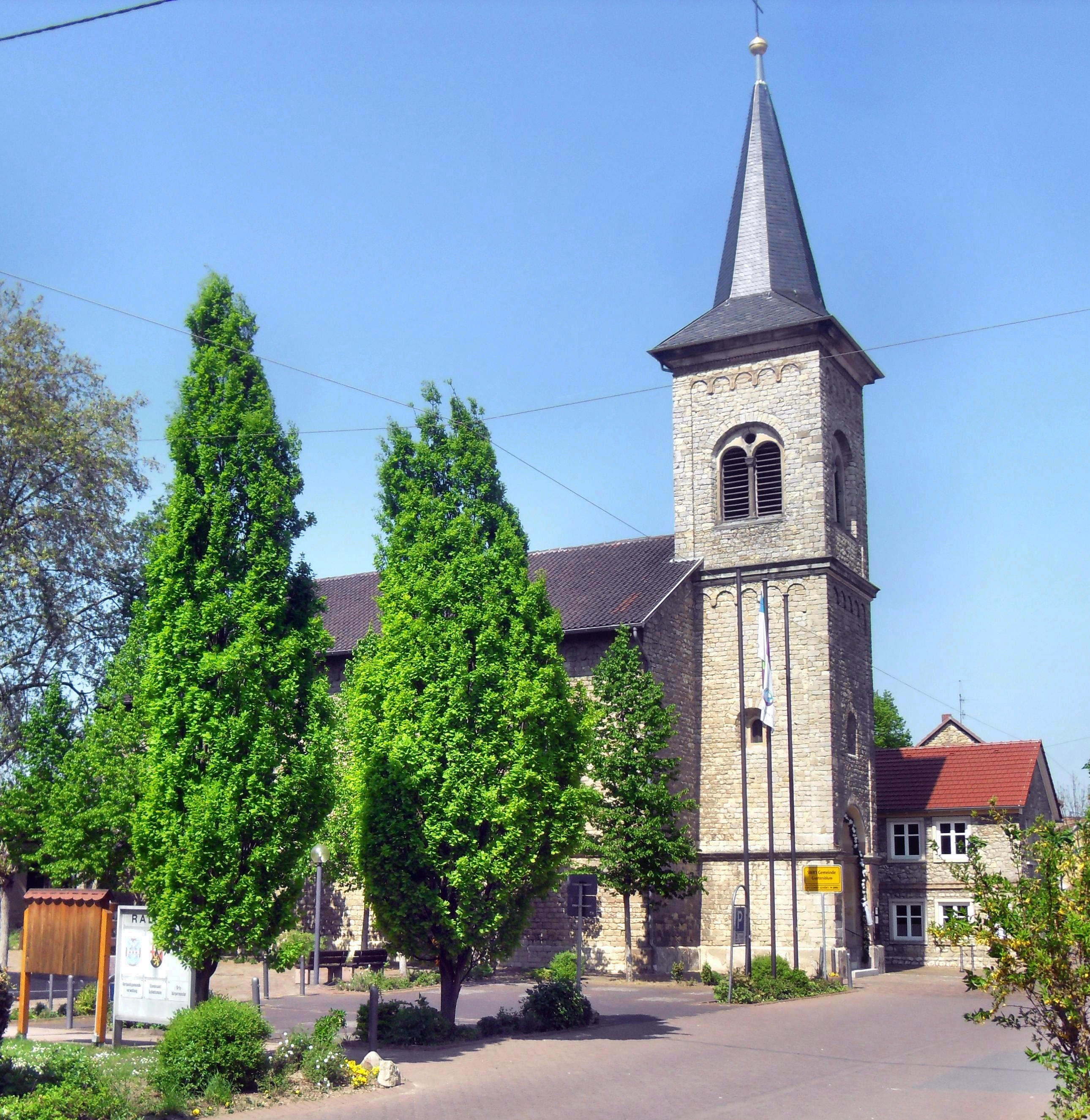
Katholische Kirche

### Katholische Pfarrei St. Viktor
Etwa 100 Jahre lang teilten sich die beiden Glaubensrichtungen ein Gotteshaus (→ Simultankirche). Schließlich verhalf die bürgerliche Gemeinde den Katholiken 1844/45 zum Bau einer eigenen Sankt-Viktorskirche. Das Kirchengebäude fand seinen Standort auf dem gemeindeeigenen Gelände gegenüber dem Rathaus. Die feierliche Einweihung nahm Bischof Petrus Leopold Kaiser aus Mainz am 16. November 1845 vor. Die Konsekrationsurkunde hängt in der Sakristei der Kirche. Im Juli 1965 konnte der damalige Pfarrer in das kirchengemeindeeigene Pfarrhaus gegenüber der katholischen Kirche einziehen. In den Jahren 1982/83 baute die katholische Pfarrgemeinde weitgehend in Selbsthilfe und aus Spendenmittel ihr Pfarrheim, welches Domkapitular Fahney am 13. März 1983 einweihte.

## Politik

### Gemeinderat

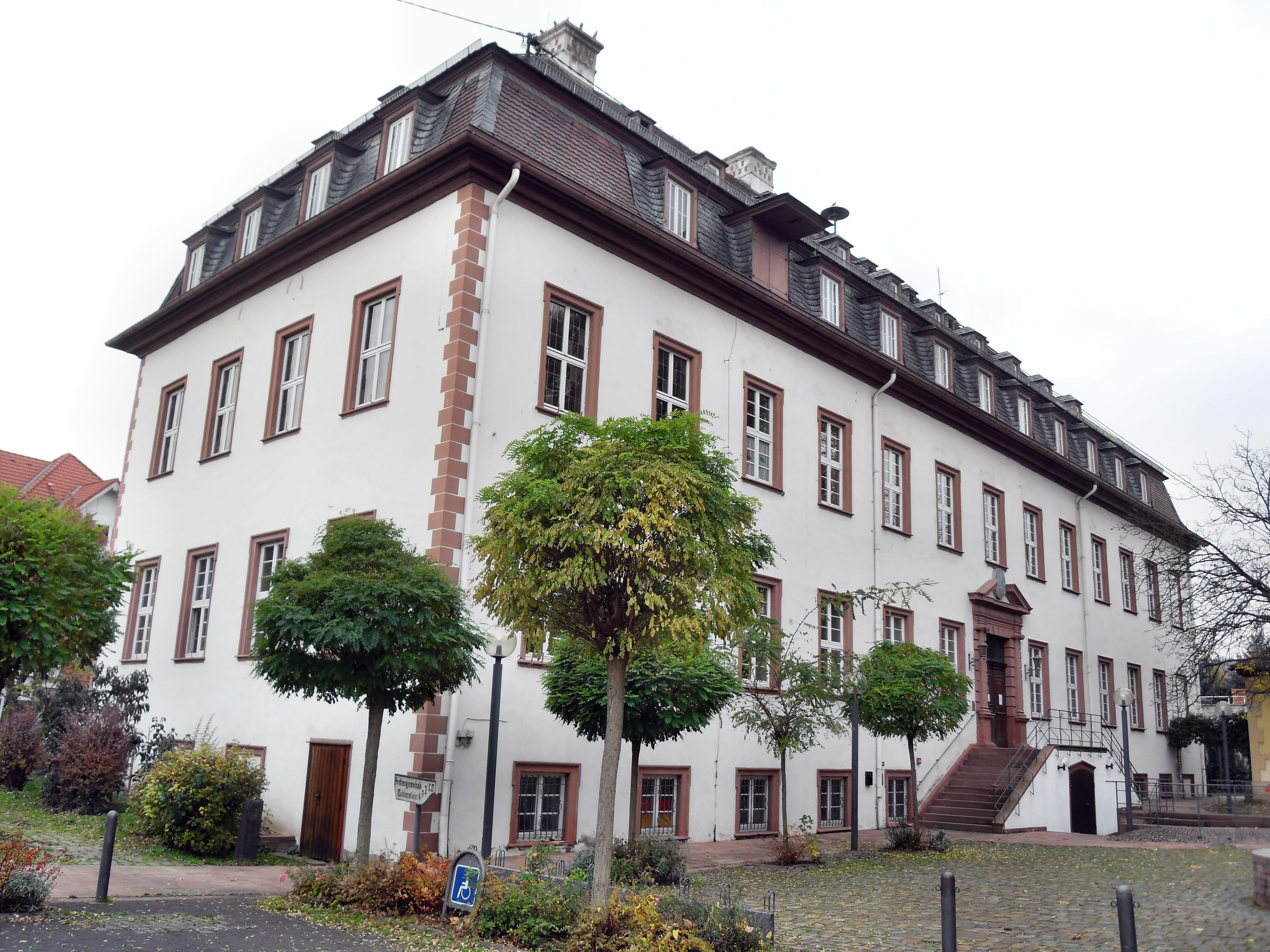
Das Guntersblumer Rathaus

Der Gemeinderat in Guntersblum besteht aus 20 Ratsmitgliedern, die bei der Kommunalwahl am 9. Juni 2024 in einer personalisierten Verhältniswahl gewählt wurden, und der ehrenamtlichen Ortsbürgermeisterin als Vorsitzender.
Die Sitzverteilung im Gemeinderat:
| Wahl | SPD | CDU | FWG | GLG/ULG | Gesamt   |
| ---- | --- | --- | --- | ------- | -------- |
| 2024 | 5   | 8   | 7   | –       | 20 Sitze |
| 2019 | 5   | 8   | 7   | –       | 20 Sitze |
| 2014 | 6   | 6   | 4   | 4       | 20 Sitze |
| 2009 | 6   | 7   | 4   | 3       | 20 Sitze |
| 2004 | 6   | 5   | 7   | 2       | 20 Sitze |

- FWG = Freie Wählergruppe der Ortsgemeinde Guntersblum e. V.
- Zur Kommunalwahl 2014 benannte sich die Wählergruppe Grüne Liste Guntersblum (GLG) aus Protest zur Eingliederung der Verbandsgemeinde Guntersblum in die Verbandsgemeinde Nierstein-Oppenheim im Rahmen der Kommunal- und Verwaltungsreform 2010 bis 2014, woraus die neue Verbandsgemeinde Rhein-Selz entstand, und der damit fehlenden namentlichen Identifizierung zu Bündnis 90/Die Grünen Rheinland-Pfalz im Kabinett Dreyer I und im Verbandsgemeinderat Rhein-Selz zur Unabhängigen Liste Guntersblum e. V. (ULG) um.

### Ortsbürgermeister
Dorothee Hientzsch (SPD) wurde am 26. August 2024 Ortsbürgermeisterin von Guntersblum. Da für die Direktwahl am 9. Juni 2024 kein Wahlvorschlag eingereicht wurde, oblag die Neuwahl des Bürgermeisters gemäß rheinland-pfälzischer Gemeindeordnung dem Rat. Dieser entschied sich auf seiner konstituierenden Sitzung einstimmig für Dorothee Hientzsch, nachdem sich die drei im Rat vertretenen Parteien im Vorfeld für die Kandidatin ausgesprochen hatten.
Die Ortsbürgermeister seit 1985:
- 1985–1999: Gottlieb Spies (SPD)[28]
- 1999–2009: Rolf Klarner (FWG)
- 2009–2015: Reiner Schmitt (ULG; 2009–2014: GLG)
- 2016–2024: Claudia Bläsius-Wirth (CDU)
- seit 2024: Dorothee Hientzsch (SPD)

### Hoheitszeichen

Bannerflagge
Hissflagge

| Wappen der Ortsgemeinde Guntersblum | Blasonierung: „Im geteilten Schild oben in Blau ein rot-bewehrter und -bezungter silberner Leininger Adler, unten in Silber ein blauer Blumentopf mit fünf grün-bestielten roten Rosen mit roten Butzen.“ |
| Wappen der Ortsgemeinde Guntersblum | Wappenbegründung: Die genaue Herkunft des Wappens ist unbekannt, als Vorlage diente ein nachweislich seit Anfang des 16. Jahrhunderts benutztes Gerichtssiegel. Der Adler deutet auf die ehemals leiningsche Ortsherrschaft hin. Durch die Blumen wird das Wappen redend und bezieht sich somit auf den heutigen Ortsnamen. |

### Gemeindepartnerschaften
Die Ortsgemeinde Guntersblum unterhält folgende Partnerschaften:
- Muldenstein, Ortsteil der Gemeinde Muldestausee, Sachsen-Anhalt
- Saulxures-lès-Nancy, Frankreich
- Burgeis, Vinschgau

## Kultur und Sehenswürdigkeiten

### Museen

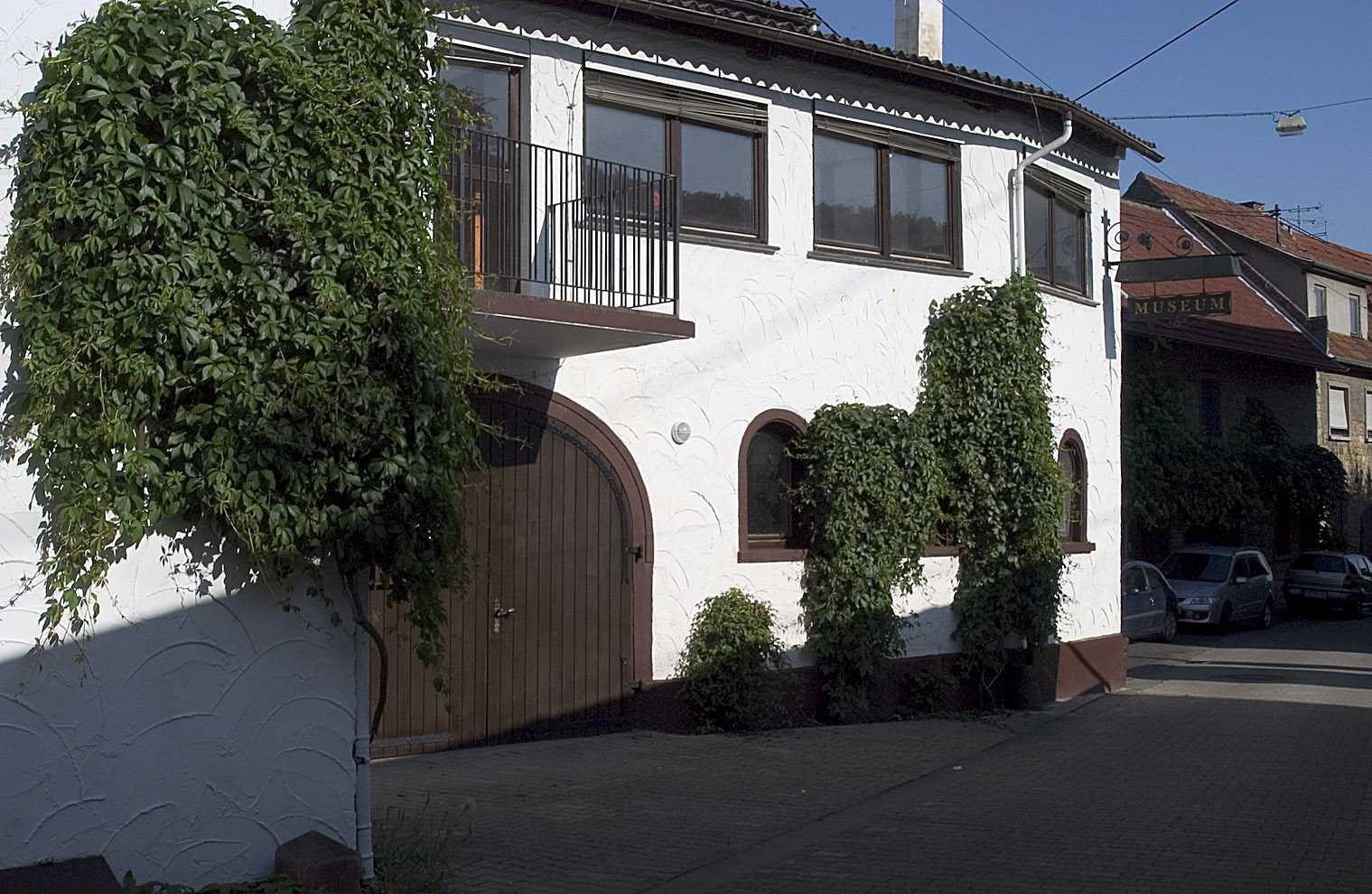
Museum im Kellerweg

- Kelterhaus (Kellerweg 20) aus dem 19. Jh., alter Gebäudetrakt im klassischen Gründerzeitstil errichtet, mit imposanter, holzvertäfelter und bemalter Weinprobierstube aus der Zeit, zuletzt als Restaurant betrieben, seit 2000 im Gemeindebesitz, seit 2003 als Museum genutzt.

### Bauwerke

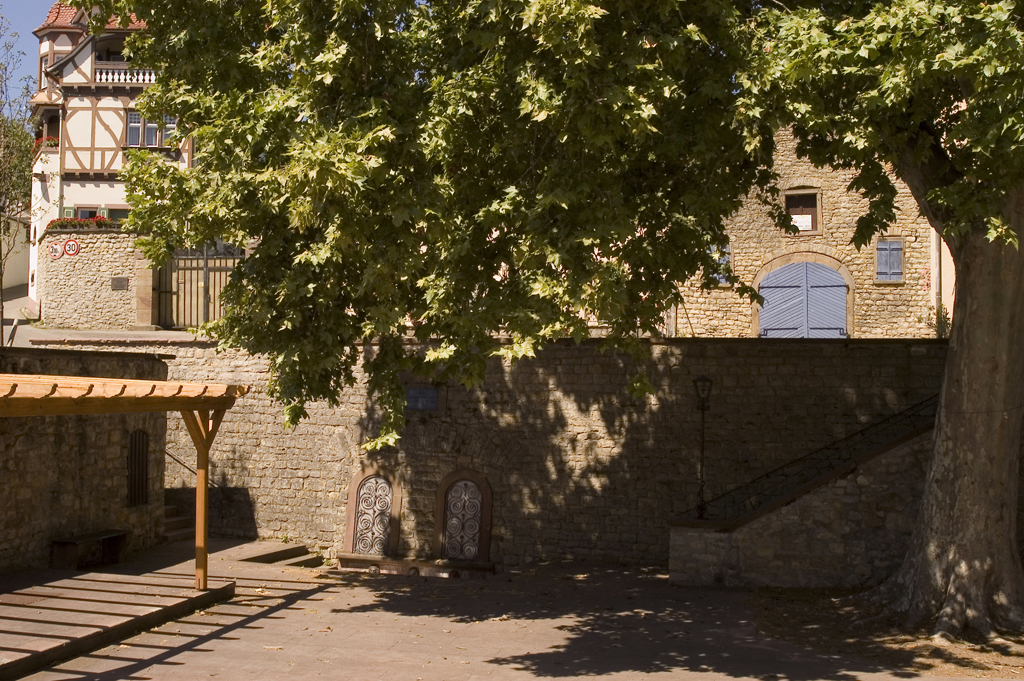
Julianenbrunnen – links im Hintergrund das ehemalige Sommeratelier von Prof. Carl Küstner

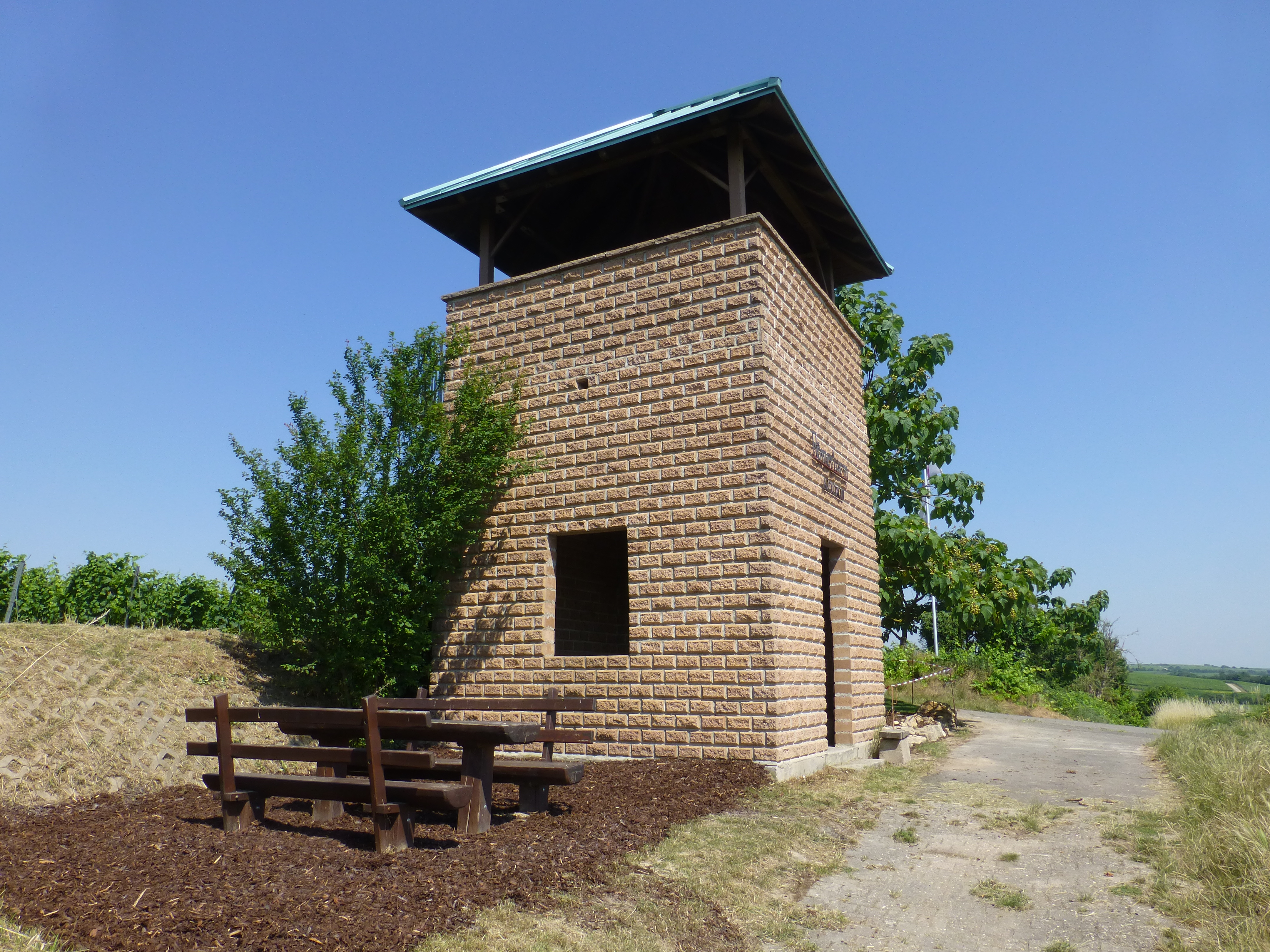
Der Römerturm nordwestlich von Guntersblum

- Der Kellerweg ist eine Guntersblumer Eigentümlichkeit. Etwa einen Kilometer zieht sich am erhöhten Westrand des Ortes die Straße entlang, in der sicher vor Grund- und Hochwasser des Rheins die Weinkeller und Kelterhäuser angelegt sind. Der älteste Keller trägt das Datum 1600. Der Mittelpunkt des Kellerweges bildet der Julianenbrunnen. Seit 1964 feiert die Gemeinde hier alljährlich am letzten und vorletzten Wochenende im August Kellerweg-Fest. Ähnliche Bauanlagen gibt es auch in Österreich, unter dem Namen Kellergasse.
- Pumpwerksgebäude der Wasserversorgung: Pumpwerk mit Maschinenhaus und Maschinistenwohnhaus, 1906/07 von Wilhelm Lenz (Großherzogliche Kulturinspektion Mainz), Baugruppe in barockisier. Jugendstilformen, die bauzeitlichen Maschinenanlagen sind teilweise erhalten (Gimbsheimer Straße 52). Über das Pumpwerk wird das Wasser des Bechtheimer Kanals in den Rhein geleitet.
- Das Guntersblumer Rathaus, früher das Leininger Schloss. Erbaut 1708 und erweitert 1787 mit spätbarockem Mansardwalmdachbau.
- Das Neue Schloss, heute das Schlossgut Schmitt. Erbaut 1787 bis 1789 mit Mansardwalmdachbau mit zusätzlichen Mischformen aus dem Rokoko und Frühklassizismus durch den Reichsgrafen Wilhelm Carl zu Leiningen-Guntersblum. Angrenzend steht außerdem eine Krüppelwalmdachscheune und eine Gartenmauer aus dem 18. Jahrhundert.
- Der ehemalige Deutschherrenhof, heute das Weingut Frey auf dem Deutschherrenhof. Wohngebäude erbaut Ende 18. Jahrhundert. Mit Vierflügelanlage und spätbarockem Mansardwalmdachbau.
- Der ehemalige Homburger Hof, heute Weingut Homburger Hof auf dem Homburger Hof. Barocker Mansardwalmdachbau mit einer Dreiflügelanlage aus dem 18. Jahrhundert. Außerdem mit einem Torpfosten aus der Renaissance, erbaut 1671.
- Der ehemalige Polyscher Hof, Adelshof, mit Ölmühle aus dem 18. Jahrhundert mit  spätbarocker Baugruppe und Herrenhaus, Mansarddachbau, Mühlengebäude mit Fachwerk und Krüppelwalmdachbau.
- Der ehemalige Domhof, ehemaliger Zehnthof, mit barockem Petrusrelief (bezeichnet 1754), erstmalige Erwähnung 1632. 1874 durch Heinrich Schmitt übernommen, dient er heute unter seinen Nachfahren als Weingut. Außerdem historische Zehntscheune erhalten, heute als Flaschenlager genutzt. Außerdem auf dem Grundstück ehemalige Synagoge, als quadratischer Bau, mit Mikwe aus Mitte des 19. Jahrhunderts.
- Die ehemalige Synagoge, erstmals erwähnt 1744, komplett saniert 1860 bis 1862, letzter jüdischer Gottesdienst an Jom Kippur 1938 (5. Oktober 1938), in der Folge in der Zeit des Nationalsozialismus stark zerstört und nach dem Zweiten Weltkrieg als Wirtschaftsgebäude auf dem Grundstück des Domhofs genutzt, quadratischer Bau, mit Mikwe aus Mitte des 19. Jahrhunderts.
- Der Römerturm ist ein 1998 errichteter 9,8 m hoher Aussichtsturm in den Weinbergen nordwestlich von Guntersblum. Über 19 Stufen einer rückseitig angebrachten gewinkelten Treppe gelangt man zur 5,6 m hohen überdachten Aussichtsplattform in deren Mitte eine große runde Orientierungstafel angebracht ist.[30] Der Römerturm steht nahe der Stelle, an der vor einigen Jahren eine römische Villa rustica mit Weinkeller entdeckt wurde. Nachdem der Turm im Herbst 2014 durch eine mutwillig herbeigeführte Explosion schwer beschädigt wurde, ist er inzwischen wiederaufgebaut und in gutem Zustand.[31]

### Parkanlagen

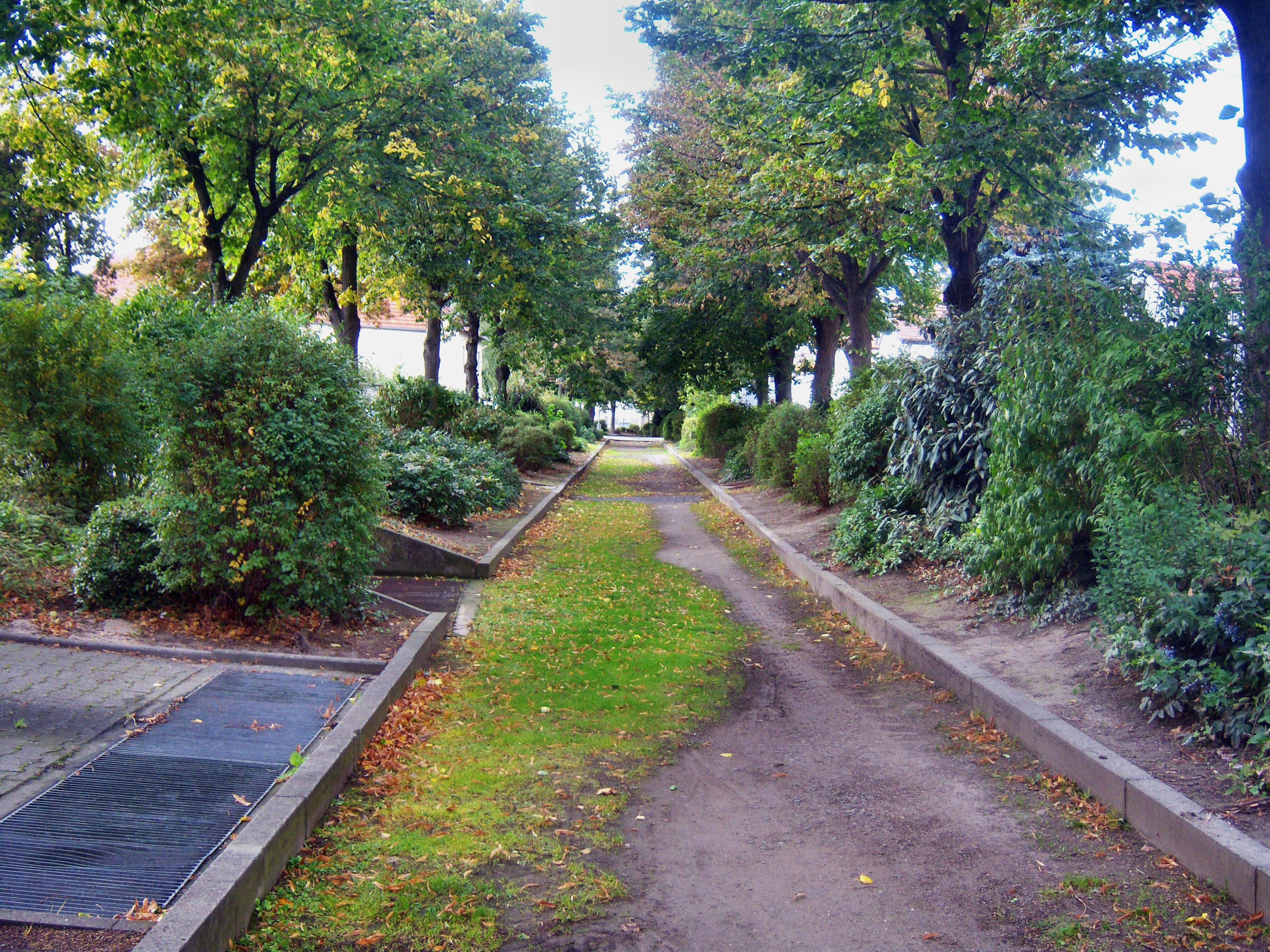
Promenade

- Im Herzen von Guntersblum befindet sich eine circa 600 Meter lange Promenade. Sie zieht sich von der Hauptstraße der Ortsgemeinde bis zur Julianenstraße an der alten Schule. Früher war diese Anlage ein Graben, in dem allerlei Haushaltsabfälle der früheren Guntersblumer Bürger geleitet wurden und auch entsorgt wurden. Auch stellte er früher die natürliche Grenze Guntersblums dar. Heute finden sich dort vor allem viele hohe Linden, Götterbäume und zahlreiche Büsche. Die Erhaltung und Verschönerung dieser Promenade wird dabei mit hohem Aufwand von der Gemeinde Guntersblum betrieben. Auf einem kleinen Teil der westlichen Promenade in der Nähe des Leininger Schlosses wurde eine Boulebahn errichtet.[32]
- Im Rhein befindet sich auf Guntersblumer Höhe das Europa-Reservat Kühkopf-Knoblochsaue. Man konnte bis 2012 mit der Rheinfähre König Gunther zum Kühkopf übersetzen. Seit 2013 ist die Fähre außer Betrieb. Nach dem Bemühen der Interessengemeinschaft IG Kühkopf-Fähre sollte ursprünglich ab 2020 ein Fährschiff mit Elektroantrieb in den Sommermonaten von April bis Oktober an Feier- und Brückentagen sowie an Samstagen und Sonntagen verkehren, konnte bis jetzt aber noch nicht realisiert werden.

### Sport

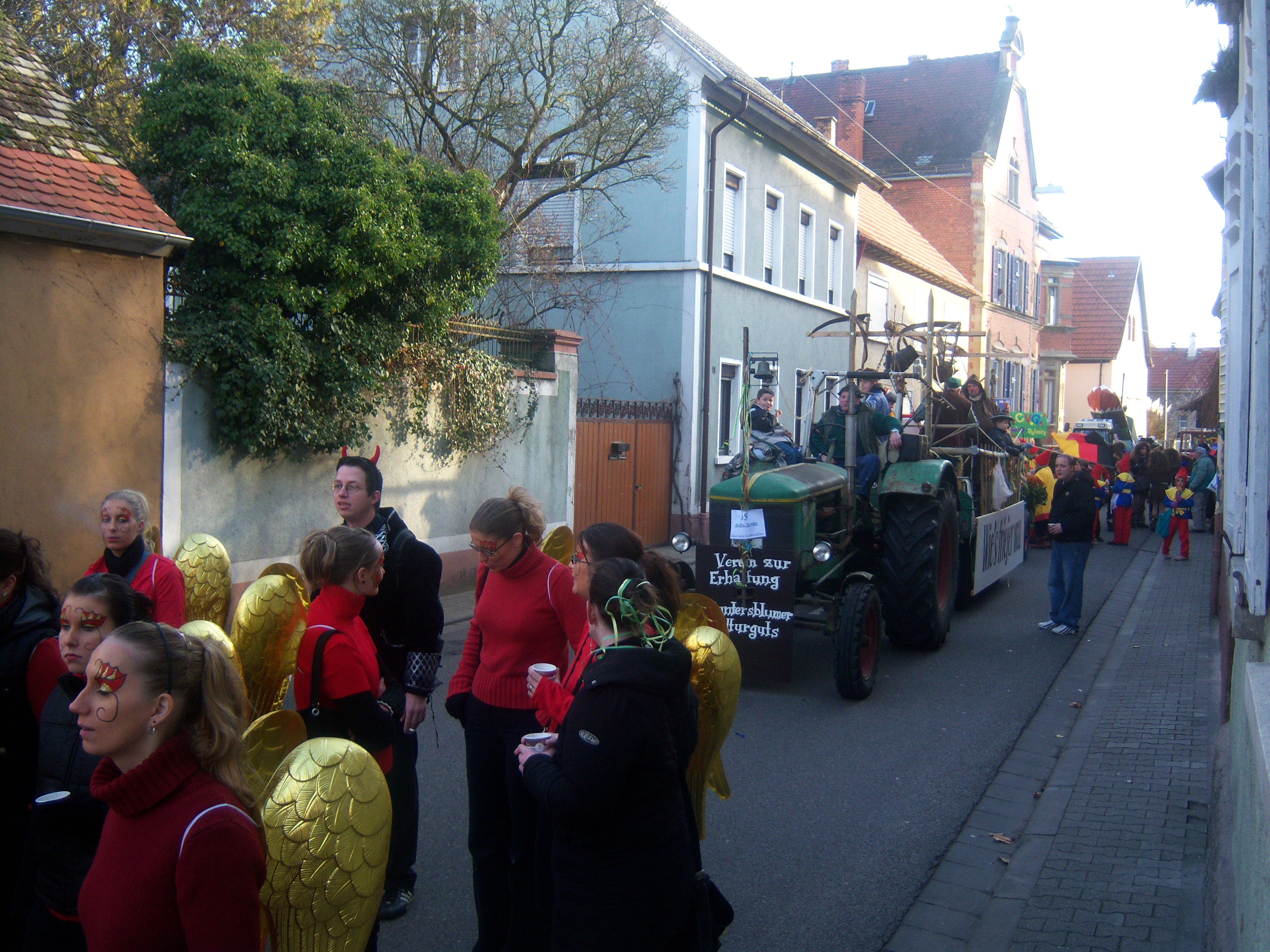
Der Guntersblumer Fastnachtsumzug

- SV 1921 Guntersblum – Mit etwa 450 Mitgliedern ist der Fußballverein SV 1921 Guntersblum einer der größten Vereine im Ort. Die erste Mannschaft spielt in der Bezirksliga. Das Vereinsgelände befindet sich an der Alsheimer Straße 67 am Ortseingang von Alsheim kommend.
- Turnverein 1848 Guntersblum e. V. – Ende 2009 1.194 Mitglieder[33]
- Tennisklub
- Wassersportfreunde – Kanuwandersport. Direkt am Rhein gegenüber dem Naturschutzgebiet Kühkopf liegt das Bootshaus der Wassersportfreunde.
- 1. PBC Guntersblum e. V. – Billardverein, der 2006 gegründet wurde und mittlerweile mit drei Mannschaften am Ligabetrieb in Rheinland-Pfalz teilnimmt.
- RFG Guntersblum – Radfahrgemeinschaft Guntersblum 1984 e. V.

### Regelmäßige Veranstaltungen
- Kellerwegfest am vor- und letzten Wochenende im August mit zahlreichen Besuchern aus dem Umland.
- Rheinradeln im Mai auf der alten B 9, jetzt die K 40 und die L 439, zwischen Oppenheim und Worms-Herrnsheim. In Guntersblum sind dabei zahlreiche Winzerhöfe, insbesondere an der Strecke in der Hauptstraße und Alsheimer Straße, für die Radler, Skater und Jogger geöffnet.
- Fastnachtsumzug durch die Straßen des Ortes am Sonntag vor jedem Rosenmontag eines Jahres. Der Fastnachtsumzug in Guntersblum ist mit etwa 60 Zugnummern in jedem Jahr einer der größten in der Region.
- Leininger Markt im Frühling
- Guntersblumer Markt im November
- Weihnachtsmarkt am 1. Adventswochenende

## Wirtschaft und Infrastruktur
| Größte Weinbaugemeinden im Anbaugebiet                     | Rang nach Rebfläche (innerhalb von RLP) | Bestockte Rebfläche 2022 |
| ---------------------------------------------------------- | --------------------------------------- | ------------------------ |
| Rheinhessen                                                |                                         |                          |
| Worms                                                      | 03                                      | 01.659                   |
| Westhofen                                                  | 07                                      | 00.824                   |
| Nierstein                                                  | 09                                      | 00.805                   |
| Alzey                                                      | 08                                      | 00.778                   |
| Alsheim                                                    | 10                                      | 00.712                   |
| Ingelheim am Rhein                                         | 13                                      | 00.708                   |
| Bechtheim                                                  | 11                                      | 00.669                   |
| Flörsheim-Dalsheim                                         | 12                                      | 00.652                   |
| Bingen am Rhein                                            | 15                                      | 00.578                   |
| Saulheim                                                   | 16                                      | 00.539                   |
| Statistisches Landesamt Rheinland-Pfalz, Bad Ems, Mai 2023 |                                         |                          |

### Weinbau
Anfang des 20. Jahrhunderts betrug die Weinanbaufläche ca. 280 Hektar in den Weißwein-Lagen Rost, Kehl, Autental, Wohnweg, Himmeltal, Kachelberg, Muhl, Bornpfad, Erbsenbrunnen, Steig, Gänsweide, Oppenheimer Weg, Eiserne Hand, Vögelsgärten, Steinberg, Enggaß, Hasenweg, Schögerhohl, Sand und Herrngarten. Die Rotweine gedeihen am besten in Hellebaum, Spiegel, Dreißigmorgen, Reiseberg und Wahlheimergewann. Die Traubensorten verteilten sich damals in 60 % Östreicher, 25 % Riesling, 10 % Portugieser und 5 % Traminer und andere Sorten. Die Qualität des Weines wurde als „guter kräftiger Wein in den bevorzugten Lagen von blumiger Art und Fülle“ beurteilt. Der Weintrinker vor Ort wurde mit einem Spruch begrüßt und ermahnt: „O Menschenkind, dein hoher Mut, tut hier im Keller selten gut. Wie mancher tat hereinstolzieren, und kroch hinaus aus auf allen Vieren.“

### Verkehr

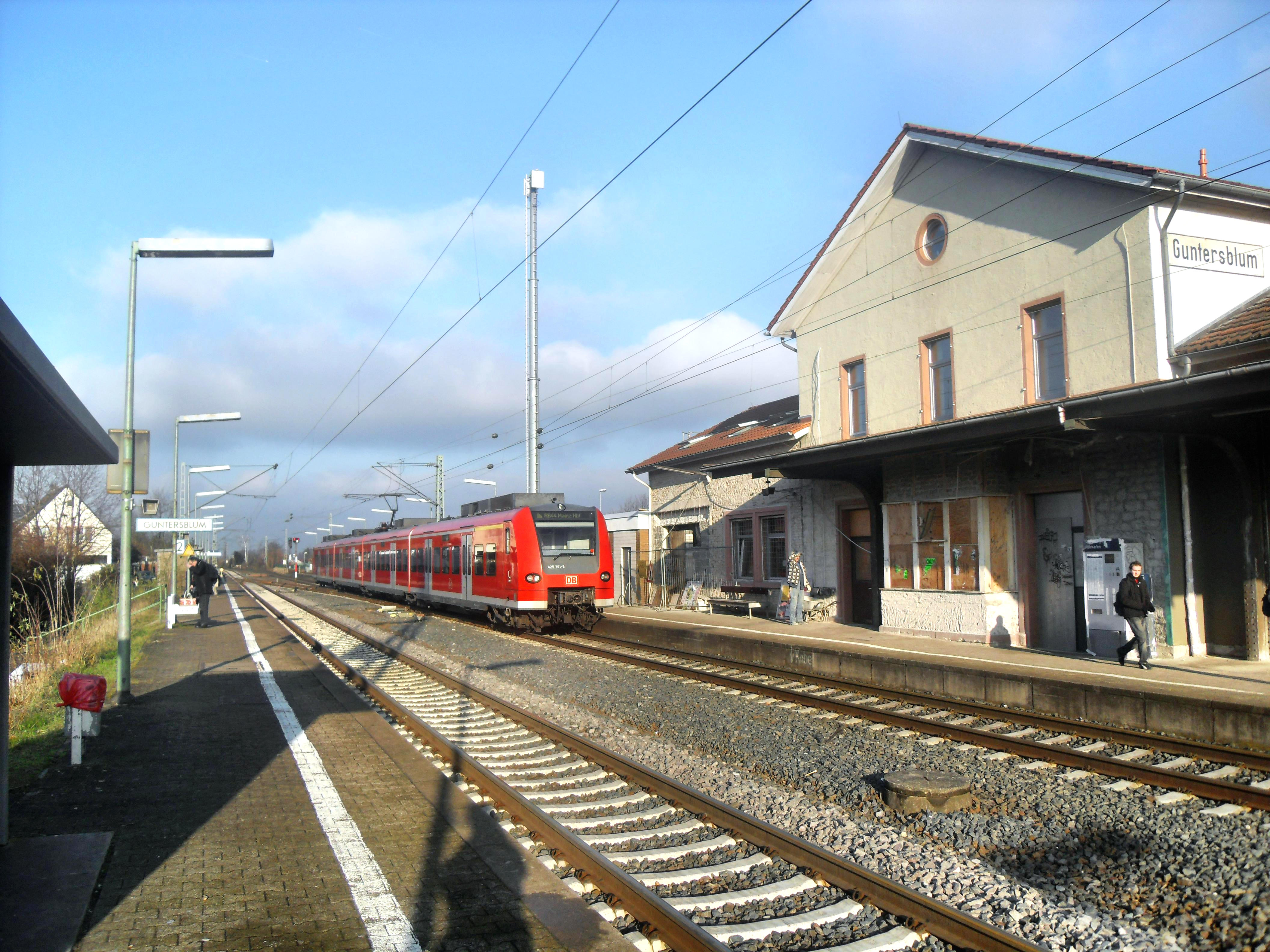
RB 44 der Baureihe 425 im Guntersblumer Bahnhof auf dem Weg nach Mainz

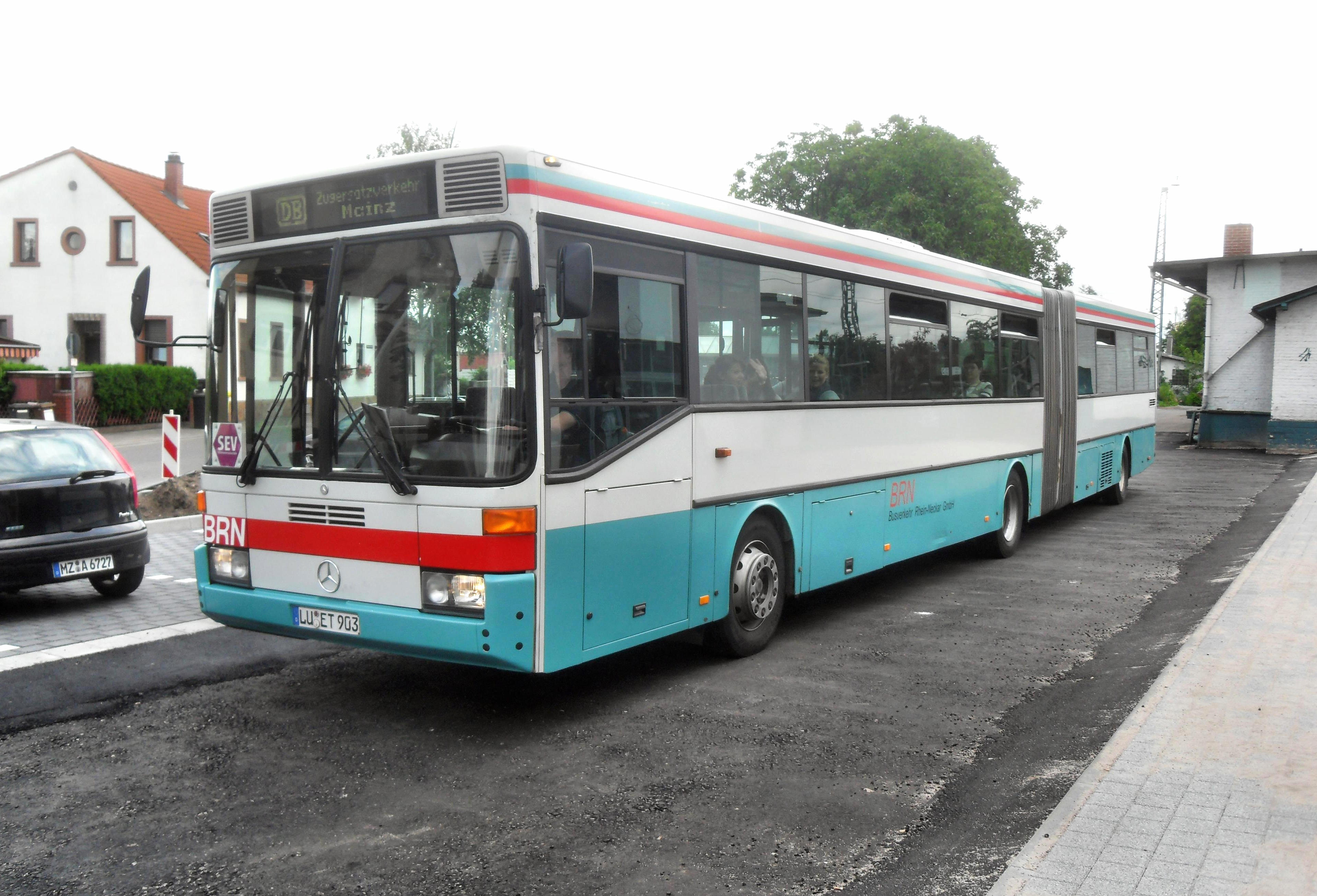
Bus im Guntersblumer Busbahnhof im Schienenersatzverkehr auf dem Weg nach Mainz

#### Schiene
Der Bahnhof von Guntersblum liegt an der Bahnstrecke Mainz–Mannheim. Er wurde zusammen mit der Strecke 1853 durch die Hessische Ludwigsbahn eröffnet. 1899 wurde hier elektrischer, automatischer Streckenblock installiert.
Aktuell besteht mit der Linie S 6 der S-Bahn RheinNeckar ein 30/60-Minuten-Takt zum Mannheimer Hauptbahnhof und zum Mainzer Hauptbahnhof. Auch einige Regionalexpresszüge halten in Guntersblum.

#### Straße

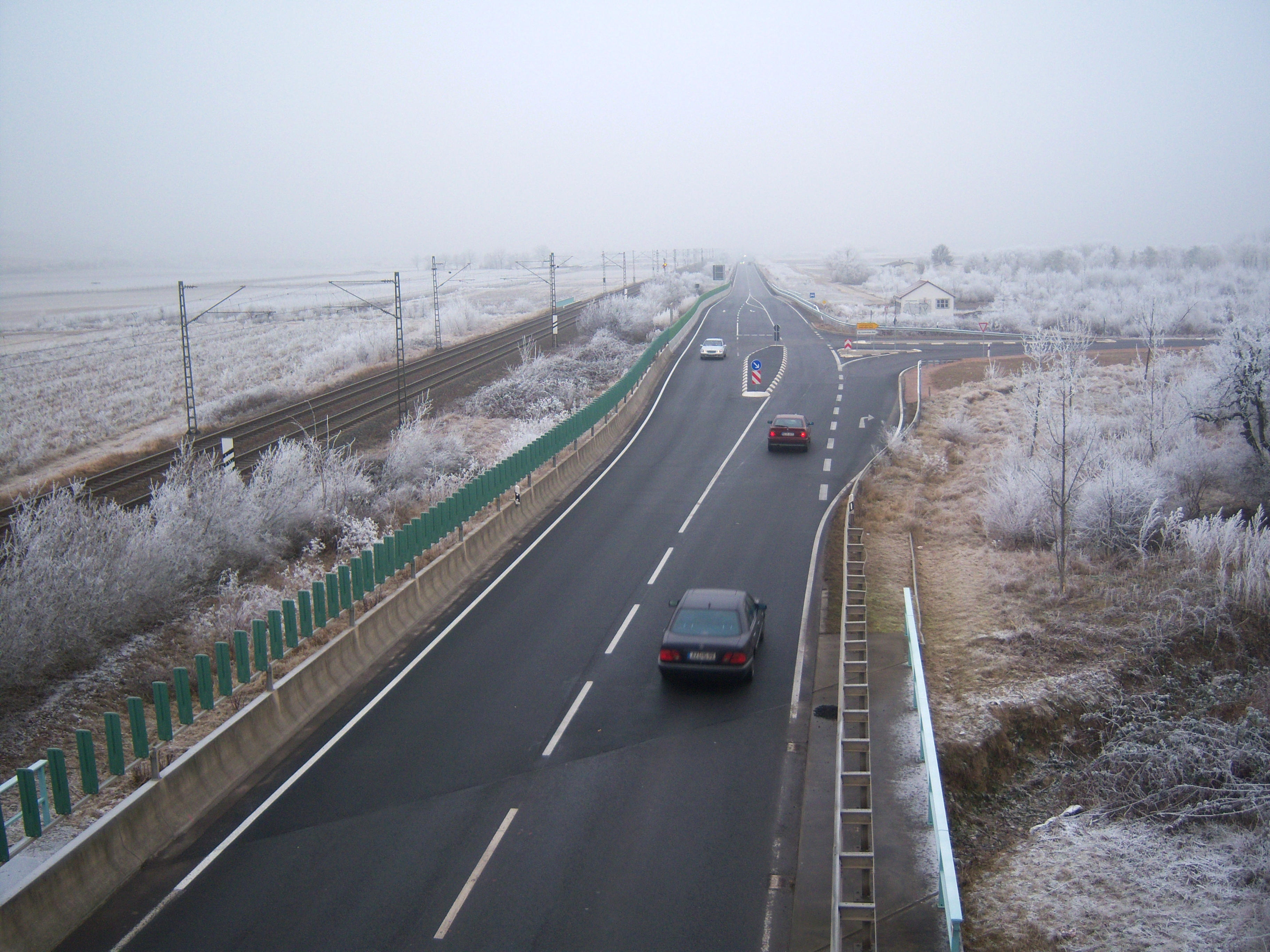
Bundesstraße 9 bei Guntersblum

Guntersblum liegt direkt an der Bundesstraße 9, die von Ludwigshafen am Rhein am Rhein entlang führt. Des Weiteren besteht über das ca. 25 km entfernte Autobahnkreuz Alzey Anschluss an die Autobahnen 61 und 63.
Mit der Linie 432 ist Guntersblum an das Netz des Busverkehrs Rhein-Neckar angeschlossen. Die Linie führt dabei vom Guntersblumer Bahnhof über Gimbsheim, Eich, Hamm und Worms-Rheindürkheim zum Wormser Hauptbahnhof.

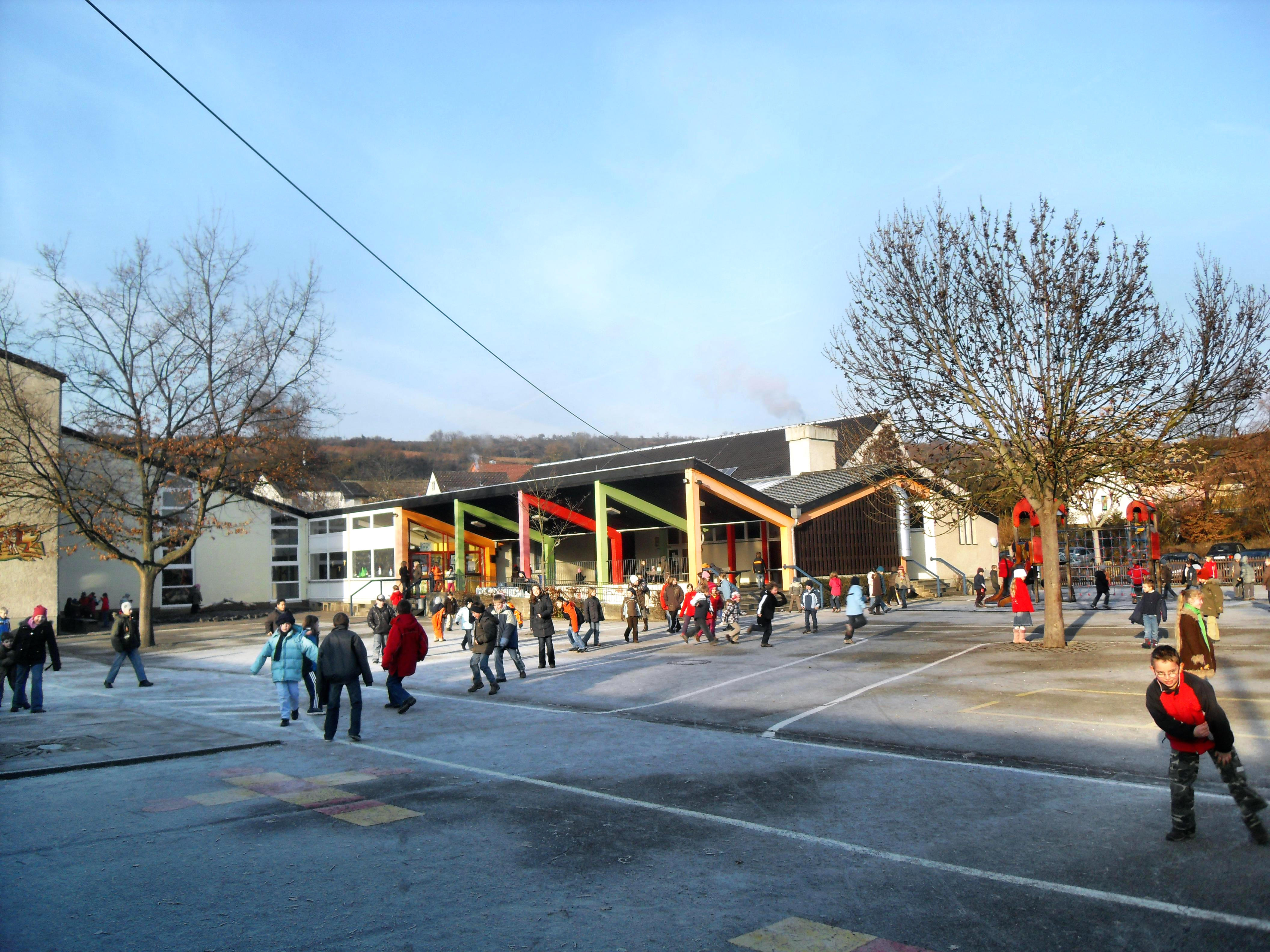
Die Guntersblumer Carl-Küstner-Grundschule

### Einkaufsmöglichkeiten
In Guntersblum gibt es mehrere Bäckereien, Friseurläden, Supermärkte, Discounter, Hofladen und weitere Fachgeschäfte. Auch verschiedene gastronomische Betriebe sind neben den einzelnen Winzerhöfen vorhanden.

### Bildung
Die nach dem Guntersblumer Carl Küstner benannte Grundschule (Ganztagsschule) zählt ca. 200 Schülerinnen und Schüler. In den Räumlichkeiten der Grundschule ist außerdem die Volkshochschule beheimatet.
Des Weiteren gibt es in Guntersblum die drei Kindergärten Abenteuerwelt (mit Hortgruppe), Zwergenpalast und Zukunftswerkstatt.

## Sonstiges
- Guntersblum darf sich seit einem Wettbewerb im Oktober 2007 offiziell SWR1-Gemeinde nennen.

## Persönlichkeiten

### Söhne und Töchter der Gemeinde

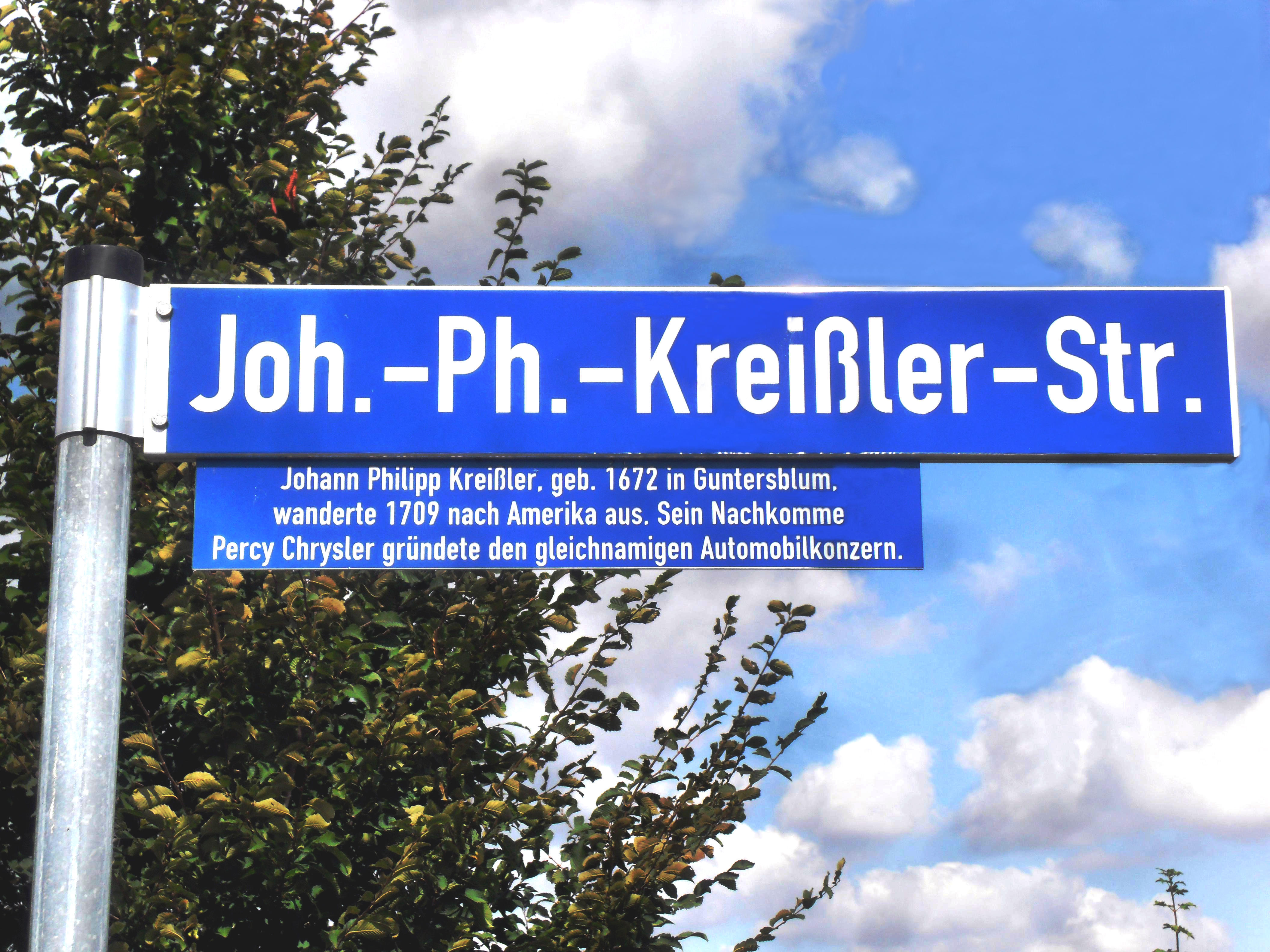
Straßenschild der Joh.-Ph.-Kreißler-Straße in Guntersblum

- Johann Philipp Kreißler (1672–1744), namensgebender und 1709 ausgewanderter Vorfahre des amerikanischen Automobil-Pioniers Walter Percy Chrysler (Begründer des Automobilunternehmens Chrysler Corporation, heute Chrysler LLC)
- Heinrich Paulizky (1752–1791), Arzt und Schriftsteller
- Georg Frey (1786–1844), Bäckermeister und Mitglied des kurhessischen Landtags
- Augustus Carl Büchel (1813–1864), Oberst der 1. Texas Cavalry
- Heinrich „Henry“ Dübs (1816–1876), deutsch-britischer Ingenieur und Gründer der Lokomotivfabrik „Dübs and Company“ in Glasgow
- Ferdinand Adolf Kehrer (1837–1914), Gynäkologe, Erfinder des modernen Kaiserschnitts
- Carl Küstner (1861–1934), Landschaftsmaler und Kunstprofessor
- Johannes Schröder (1879–1942), Chemiker, Professor, Autor und Diplomat
- Georg K. Glaser (1910–1995), deutschsprachiger französischer Schriftsteller
- Stefan Hofmann (* 1963), deutscher Fußballlehrer und Sportfunktionär sowie Vereins- und Vorstandsvorsitzender des 1. FSV Mainz 05
- André Mathes (* 1975), deutscher American-Football-Nationalspieler und WM-Teilnehmer

Zu Ehren von Georg K. Glaser, Johann Philipp Kreißler, Ferdinand Adolf Kehrer und Heinrich Paulizky wurden vier Straßen in Guntersblum nach ihren Namen benannt.

### Persönlichkeiten, die vor Ort gewirkt haben
- Johann Friedrich Mieg (1744–1819), reformierter Prediger, Freimaurer und Illuminat, Gutsbesitzer in Guntersblum